# Gacka

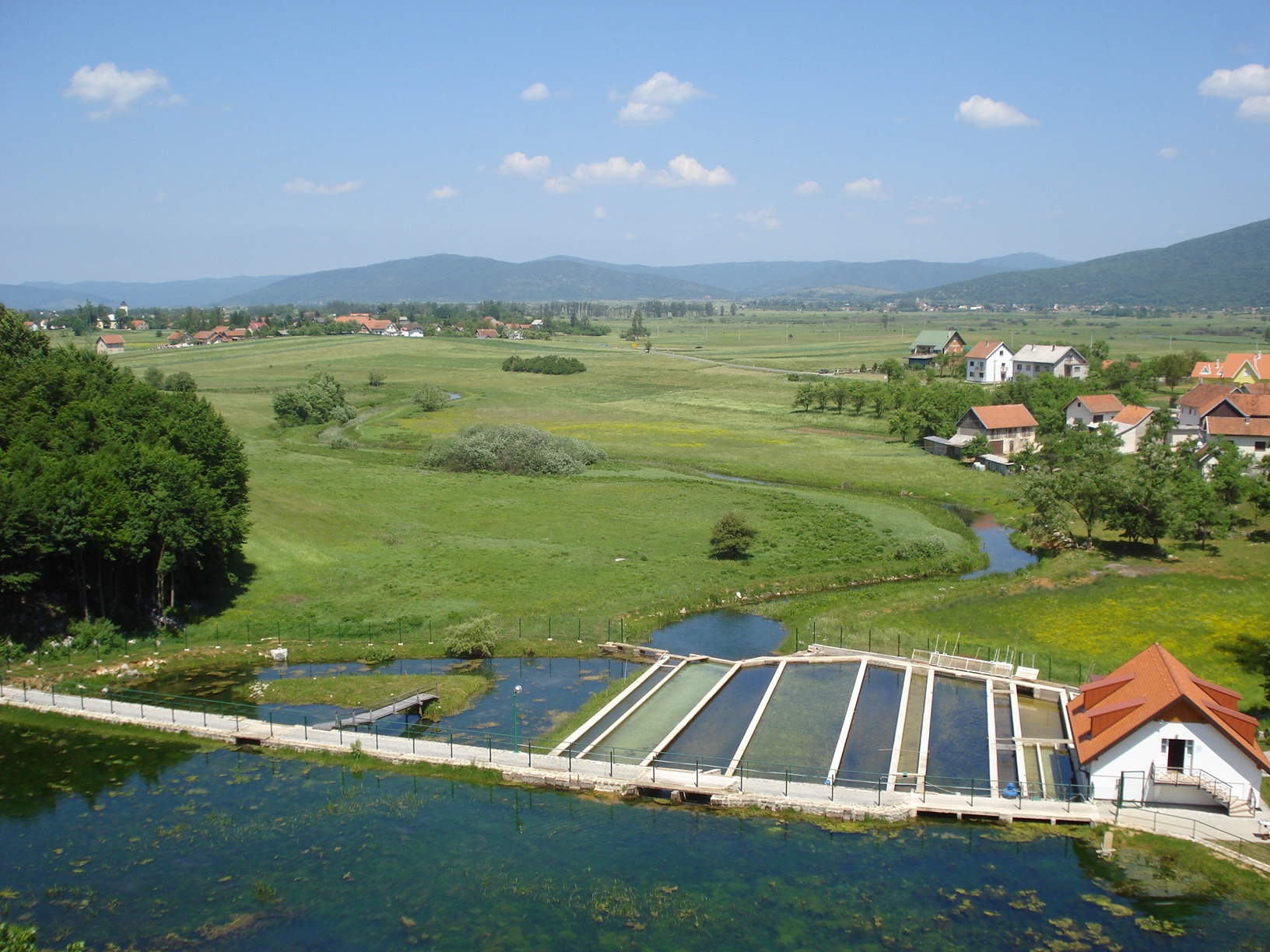
Krajobraz Gacki

Gacka – kraina historyczna w Chorwacji, część Liki, administracyjnie należąca do żupanii licko-seńskiej.
Od zachodu ograniczona jest Welebitem, masywem Kapela na północy i Krbavą na południowym wschodzie. Głównym miastem regionu jest Otočac. Pozostałe ważniejsze miejscowości to Brinje, Prozor i Ličko Lešće. We wczesnym średniowieczu zamieszkiwana była przez plemię Gadczan. Przez Gackę przebiega autostrada A1 z Zagrzebia do Dalmacji.